# Panneau (menuiserie)
Pour les articles homonymes, voir Panneau.
Un panneau est, en menuiserie et en charpenterie, un élément généralement parallélépipédique, constitué autrefois de planches minces jointes, utilisé dans la confection de meubles, boiseries, lambris, parquets et portes, et depuis l'industrialisation de la production de particules de bois agglomérées, utilisé en tout ou en partie dans la réalisation de meubles, de menuiseries diverses, de cloisons.
Le volume des panneaux à base de bois en 2020, estimé à 367 millions de m3 au niveau mondial est en augmentation de 280% par rapport aux chiffres de 1980. Les exportations de panneaux au niveau mondial ont explosé (de 490% de plus entre 1980 et 2020). Le premier producteur de panneaux à base de bois est la Chine.

## Panneaux anciens

### Construction à cadre et panneau
La construction à cadre et panneau, est une technique de travail du bois souvent utilisée dans la fabrication de portes, de lambris et d'autres éléments décoratifs pour les armoires, les meubles. L'idée de base est de bloquer un panneau flottant dans un cadre ou bâti solide, contrairement aux techniques utilisées pour fabriquer une porte d'armoire ou une face de tiroir en bois massif, la porte est constituée de plusieurs pièces en bois massif fonctionnant dans une direction de fil verticale ou horizontale ; on laisse le panneau « flotter » à l'intérieur du cadre afin que le mouvement saisonnier du bois du panneau ne déforme pas le bâti.
La construction à cadre et panneau dans sa forme la plus élémentaire se compose de cinq éléments : le panneau et les quatre éléments qui composent le bâti. Les éléments verticaux du bâti sont appelés montants tandis que les éléments horizontaux sont appelés traverses. Un élément de cadre et panneau de base se compose d'une traverse supérieure, d'une traverse inférieure, de deux montants et d'un panneau. Dans les grands panneaux, il est courant de diviser le panneau en une ou plusieurs sections. Pour loger les panneaux supplémentaires, des pièces de séparation appelées traverses intermédiaires et montants intermédiaires sont ajoutées au bâti.
| En français        | En anglais       | En allemand |
| ------------------ | ---------------- | ----------- |
| Panneau            | Panel            |             |
| Traverse           | Rail             |             |
| Montant            | Stile            |             |
| Panneau à vif      | Flat panel       |             |
| Panneau arrasé     | Raised panel     |             |
| Moullure appliqués | Applied moulding |             |

Le panneau est soit capturé dans une rainure pratiquée dans le bord intérieur des éléments de bâti, soit logé dans une feuillure de bord pratiquée dans le bord intérieur arrière. 
Les panneaux sont légèrement plus petits que l'espace disponible dans le bâti pour autoriser la dilatation hygrique. Le bois se dilate et se contracte dans le sens du fil: un panneau large en bois massif peut changer d'une largeur d'un demi-pouce (12 mm), déformant le bâti de la porte. En permettant au panneau de bois de flotter, il peut se dilater et se contracter sans endommager la porte. Un panneau typique est coupé pour laisser 1/4" (5 mm) entre lui-même et le fond de la rainure dans le bâti. Il est courant de placer une sorte de matériau élastique dans la rainure entre le bord du panneau et le bâti avant l'assemblage. Ces éléments centrent le panneau dans le bâti et absorbent les mouvements saisonniers. Il peut s'agir d'élément de balle en caoutchouc. Certains ébénistes utiliseront également de petits morceaux de liège pour permettre le mouvement. Les panneaux sont généralement à vif, arrasé ou à table saillante.
Un panneau à vif a sa face visible au ras de l'avant de la rainure du bâti. Cela donne au panneau une apparence incrustée. Ce style de panneau est généralement fabriqué à partir de matériaux d'ingénierie tels que le MDF ou le contreplaqué, mais peut également être fabriqué à partir de bois massif ou de planches assemblées chant sur chant à rainure et languette. Les panneaux en MDF seront peints pour masquer leur apparence, mais les panneaux en contreplaqué de placage de bois dur seront teints et finis pour correspondre aux traverses et aux montants en bois massif.
Un panneau arrasé a un profil découpé dans son bord (plate-bande) de sorte que le nu du panneau est aligné ou en saillie sur le bâti. Parmi quelques profils populaires se trouve le cavet. Les panneaux peuvent être profilés par un certain nombre de méthodes, utilisant une défonceuse ou une toupie.
Les bâtis peuvent être assemblés en angle selon plusieurs méthodes : tenon et mortaise, enfourchement ou simple plat-joint. L'assemblage en angle à plat-joint est la méthode la plus courante, car elle est plus efficace à fabriquer. Les assemblages à mortaise et tenon sont les plus solides et sont souvent utilisés pour les grandes portes qui subiront des contraintes plus importantes. Les enfourchements sont généralement utilisés dans les travaux moins formels, car le bois d'extrémité exposé est considéré comme peu attrayant; tandis que les joints à plat joint sont considérés comme plus faibles, et ne sont utilisés que sur de très petits assemblages.

### Boiseries

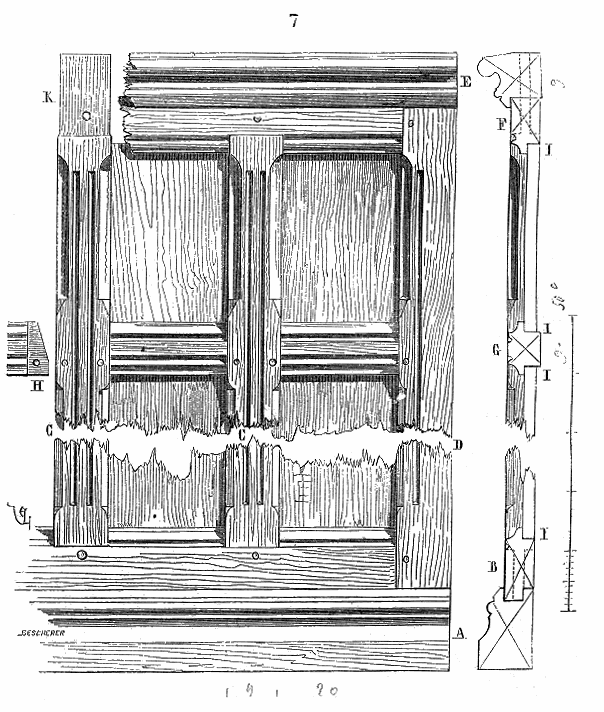
Lambris médiéval. Panneau et bâti. Ces panneaux ne peuvent influer en rien sur la membrure, et s'ils sont faits en bois bien sec, n'ayant que la largeur d'une planche de merrain ou débitée, « tout l'ouvrage subira sans inconvénients les changements de température. Car la question principale, dans les œuvres de menuiserie, est toujours de laisser au bois la facilité de gonfler ou de se rétrécir sans influer sur les assemblages. » Dans Eugène Viollet-le-Duc, Dictionnaire raisonné de l’architecture française du

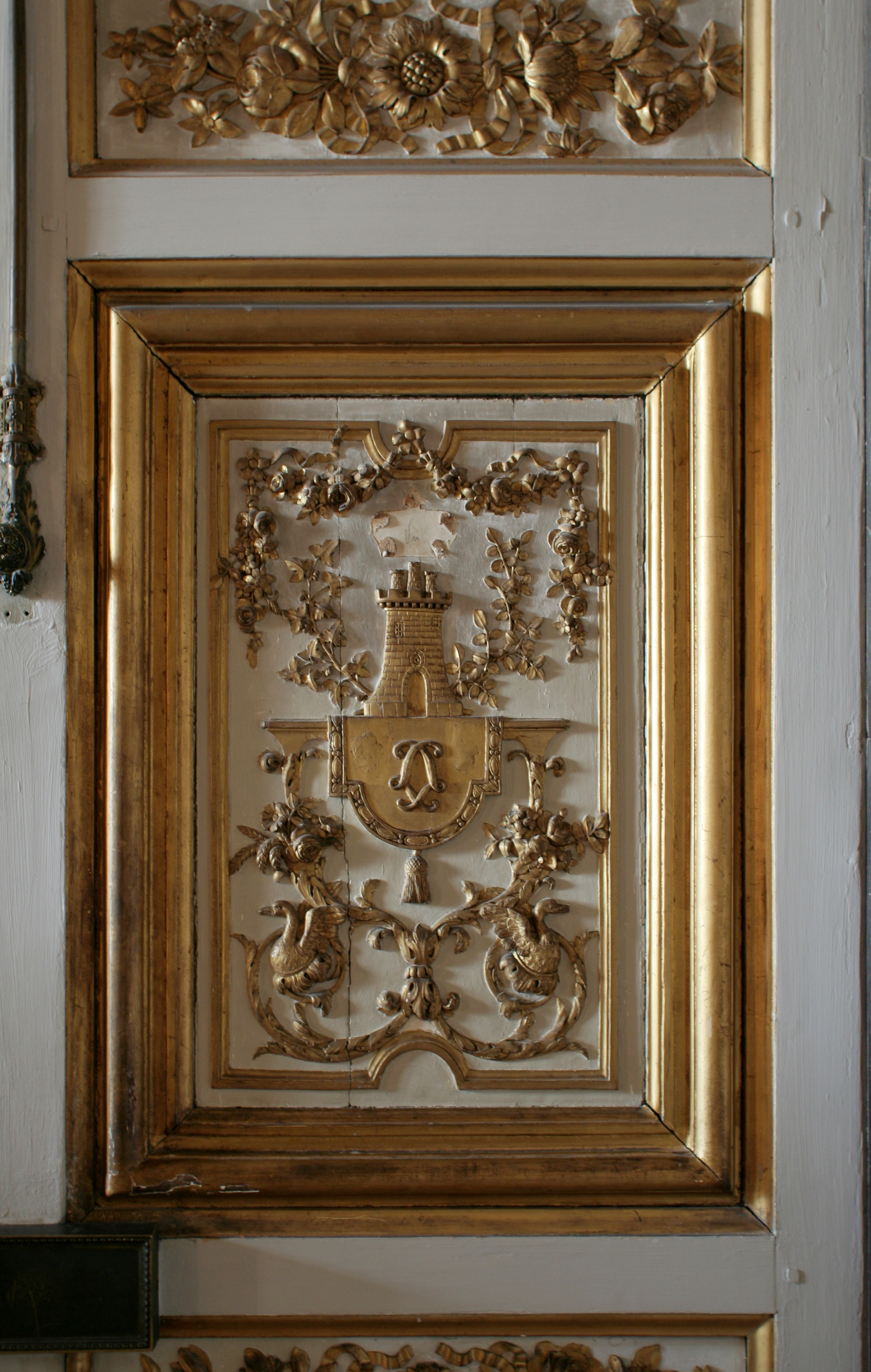
Château de Versailles, salle des gardes de la reine, panneau de porte ouvragé

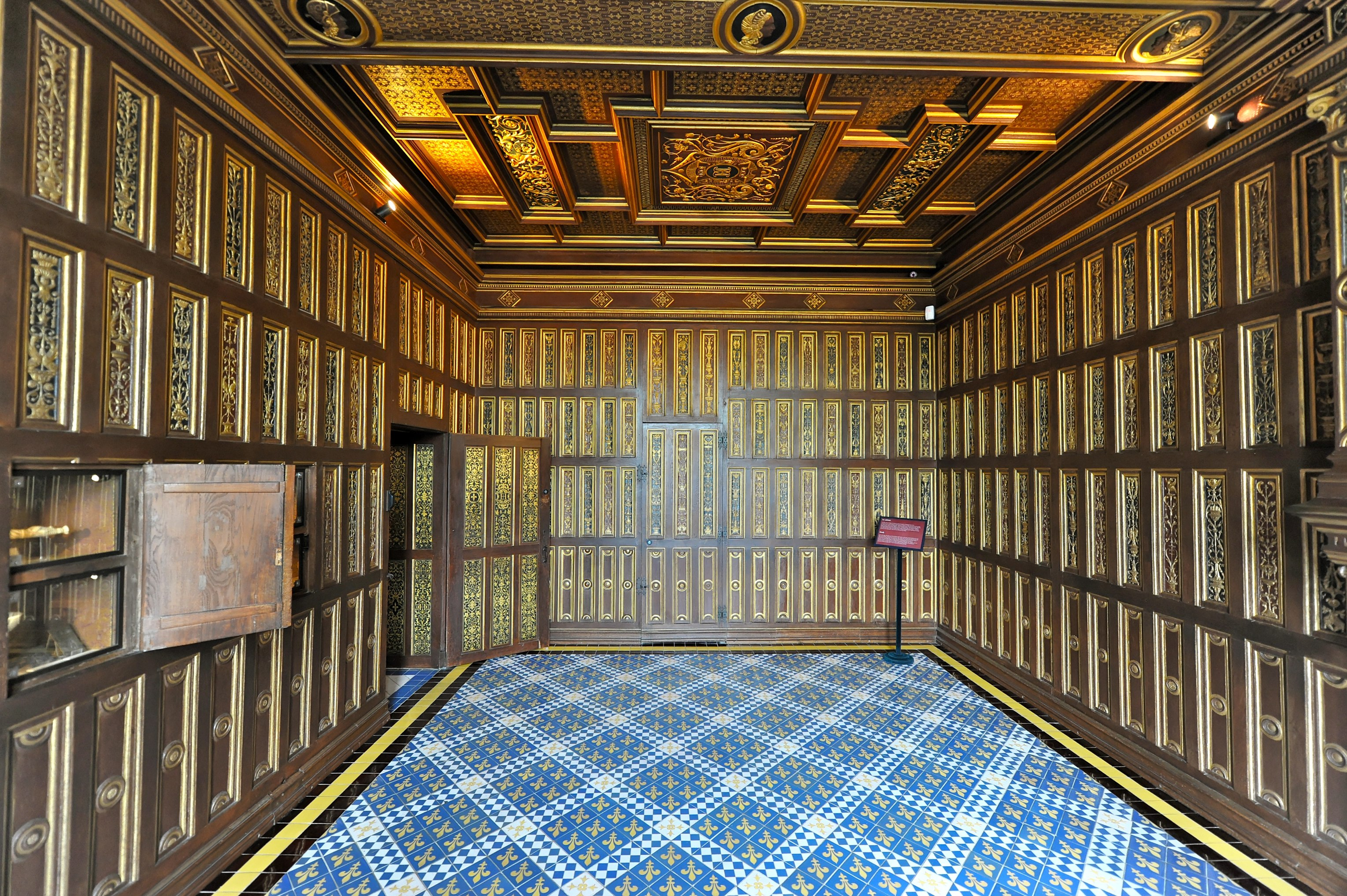
Château de Blois, Cabinet de la reine, 1520

Début XIXe siècle, un panneau est fait de plusieurs planches de bois mince jointes, lesquelles entrent à rainures et languettes dans les cadres ou les bâtis d'un ouvrage, et alors celui-ci se nomme lambris ; les panneaux prennent des noms différents, suivant la place qu'ils occupent ou la manière dont ils sont assemblés:
- Panneau de hauteur - Panneau toujours plus haut que large, et se trouve au haut d'un lambris ou d'une porte.
- Panneau d'appui - Panneau au bas d'une porte à cadre, d'une porte vitrée ou d'une porte fenêtre, et qui souvent est d'une forme carrée.
- Panneau de frise - Panneau qui, dans une porte, est placé entre le panneau du haut et celui d'appui, et qui a peu de hauteur.
- Panneau à glace - Panneaux de porte ou de lambris qui n'ont point de plate-bande au pourtour, et qui entrent vifs dans les rainures des bâtis.
- Panneau double - Panneau qui est rapporté au-devant d'un autre, comme cela se pratique à ceux du bas d'une porte cochère, quelquefois à l'appui d'une devanture de boutique.
- Panneau d'épaisseur - Panneau qui affleure le bâti des deux côtés ou parements.
- Panneau pendant - Panneau qui se rapporte au-dessus d'une baie et ne possède pas de traverses par bas.
- Panneaux égaux - Panneaux qui, dans une porte, sont tous de même mesure - Ils ont presque toujours la figure d'un carré.
- Panneau de parquet, ou carreaux - Petits carreaux qui remplissent l'intérieur d'une feuille de parquet. On nomme panneau arasé celui qui affleure le bâti; panneau à table saillante celui qui saillit sur le même bâti/lambris.
- Panneau flotté - Panneau d'une porte, qui est recouvert sur ses rives, d'un côté seulement, par un ravalement fait dans les battants et les traverses du bâti.

### Parquets

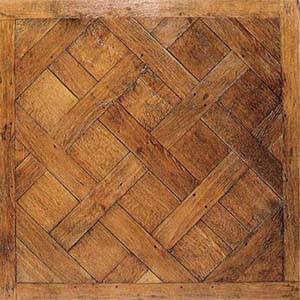
Feuille de parquet. Château de Versailles. Bâti, montants et traverses et petits panneaux: Carreaux, écoinçons aux quatre angles, colifichets au milieu des quatre côtés

Dans le parquet Versailles, une feuille de parquet est un grand panneau de forme carrée, ayant ordinairement 3 pieds 2 pouces, composé d'un bâti d'encadrement rempli de montants et traverses et de petits panneaux; Feuille mâle et femelle - On nomme ainsi deux petites feuilles qui s'assemblent l'une dans l'autre sur place pour un parquet sans fin.

### Peinture sur panneau
Un panneau de bois est un support pour la peinture artistique. Prépondérant dès l'Antiquité, il est à partir de la Renaissance, remplacé peu à peu par la toile sur châssis.

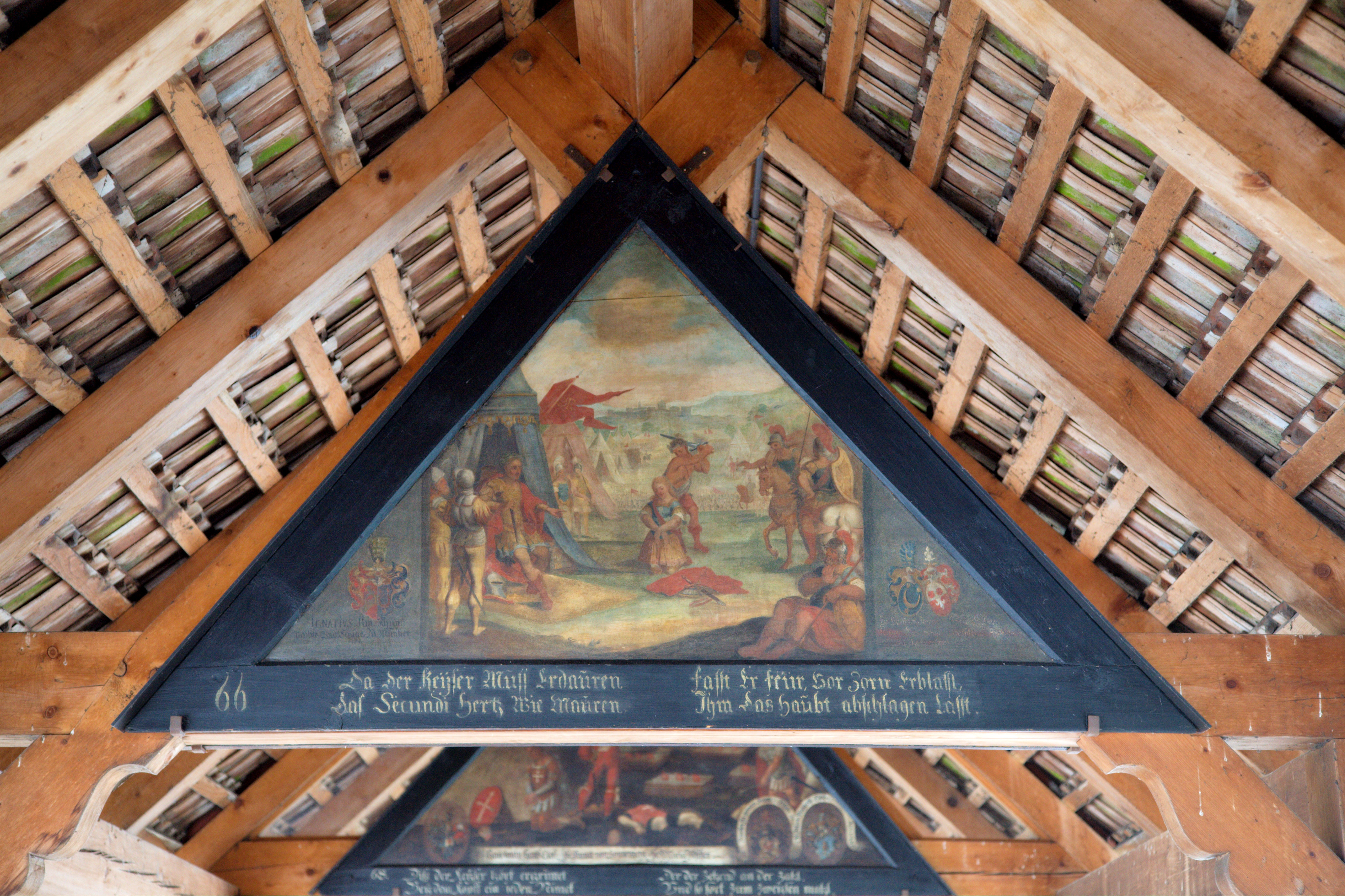
Kapellbrücke, Tableau 66a
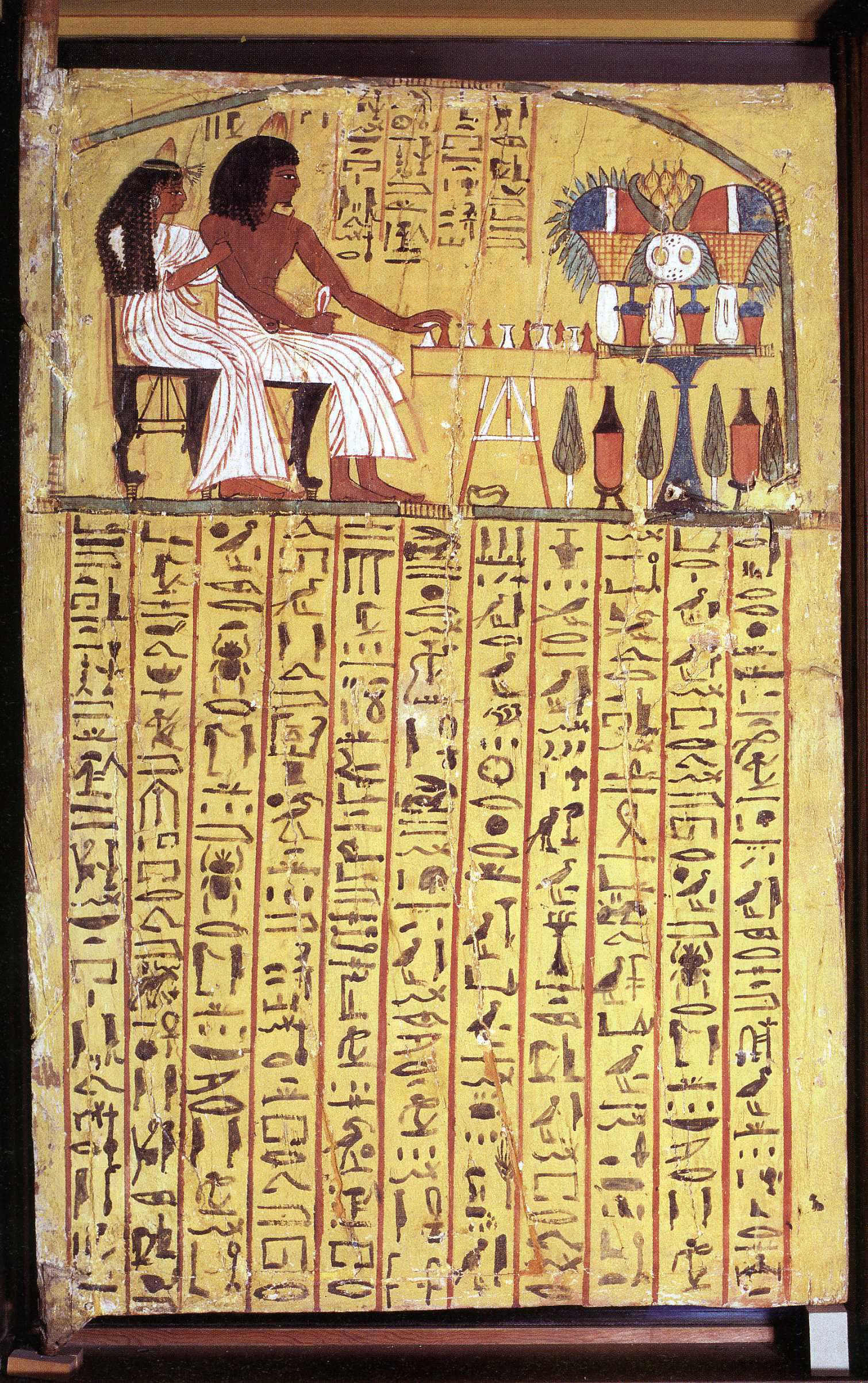
Porte de TT1. Panneau de bois montrant Sennedjem et son épouse jouant au senet. Deir el-Médineh. Règne de Ramsès II. Sycomore enduit et peint.

## Panneaux modernes à base de bois
Les panneaux sont constitués de particules, de lamelles ou de feuilles de bois, agglomérées ou collées pour former des panneaux dont les propriétés sont variables. Certains de ces panneaux peuvent être utilisés en présence d'humidité.
Les panneaux trouvent toutes sortes d'applications, dans la construction, comme élément de contre-ventement et de remplissage dans des structures portantes en bois, par exemple, comme bardage en façade, dans l'ameublement, etc.
Lorsqu'ils sont employés en intérieur, on les retrouve associés aux techniques de placage issus de l'ébénisterie.
On peut distinguer plusieurs grandes familles de panneaux dérivés du bois,,, :
| Procédé de fabrication | Matière ajoutée | Matière première | Panneau à base de bois | Masse volumique (g/cm3) |
| ---------------------- | --------------- | ---------------- | --- | ----------------------- |
| Humide                 | Eau             | Fibres           | Carton et papier | 0,45 - 1,10             |
| Humide                 | Eau             | Fibres           | Panneau de fibres de bois hors panneau de fibres à densité moyenne                                                                                           | ≥ 0,23                  |
| Sec                    | Liant, adhésif  | Fibres           | Panneau de fibres à densité moyenne ou médium (en anglais, MDF pour Medium Density Fiberboard)                                                               | 0,60 - 0,80             |
| Sec                    | Liant, adhésif  | Particules       | Panneau de particules (aussi appelé bois aggloméré) | 0,55 - 0,80             |
| Sec                    | Liant, adhésif  | Lamelles         | Panneau de grandes particules orientées ou panneau à copeaux orientés ou panneau structural orienté (en anglais, OSB pour Oriented Strand Board), waferboard | 0,40 - 0,80             |
| Sec                    | Colle           | Placage          | Contreplaqué, Lamibois (LVL), Parallel Strand Lumber (PSL), Laminated Strand Lumber (LSL)                                                                    | 0,40 - 0,80             |
| Sec                    | Colle           | Planche          | Bois panneauté, bois massif abouté (BMA), bois massif reconstitué (BMR ou contrecollé), bois lamellé-collé (BLC), bois lamellé croisé                        |                         |

### Panneaux en bois massif reconstitué

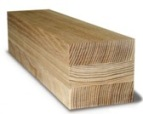
Latté

- Les panneaux lamellé-collé ou bois lamellé sont issus des techniques de lamellé-collé
- Constitués de Lattes, les panneaux lattés à lattis fins ou gros ;

### Panneaux de contre-plaqué

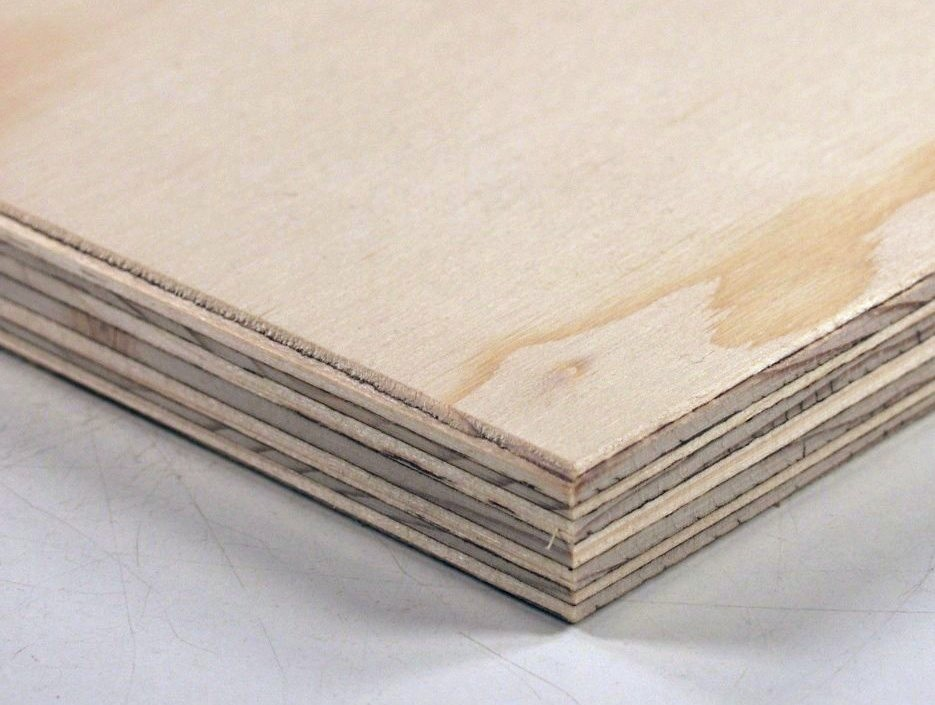
Contreplaqué

Le contre-plaqué est obtenu par collage de feuilles de bois déroulé. Les essences et les colles utilisées sont tributaires de la finition et des propriétés physiques désirées. Le contreplaqué moderne a été inventé par Witkowski en 1884;

### Panneaux à lamelles orientées (OSB)

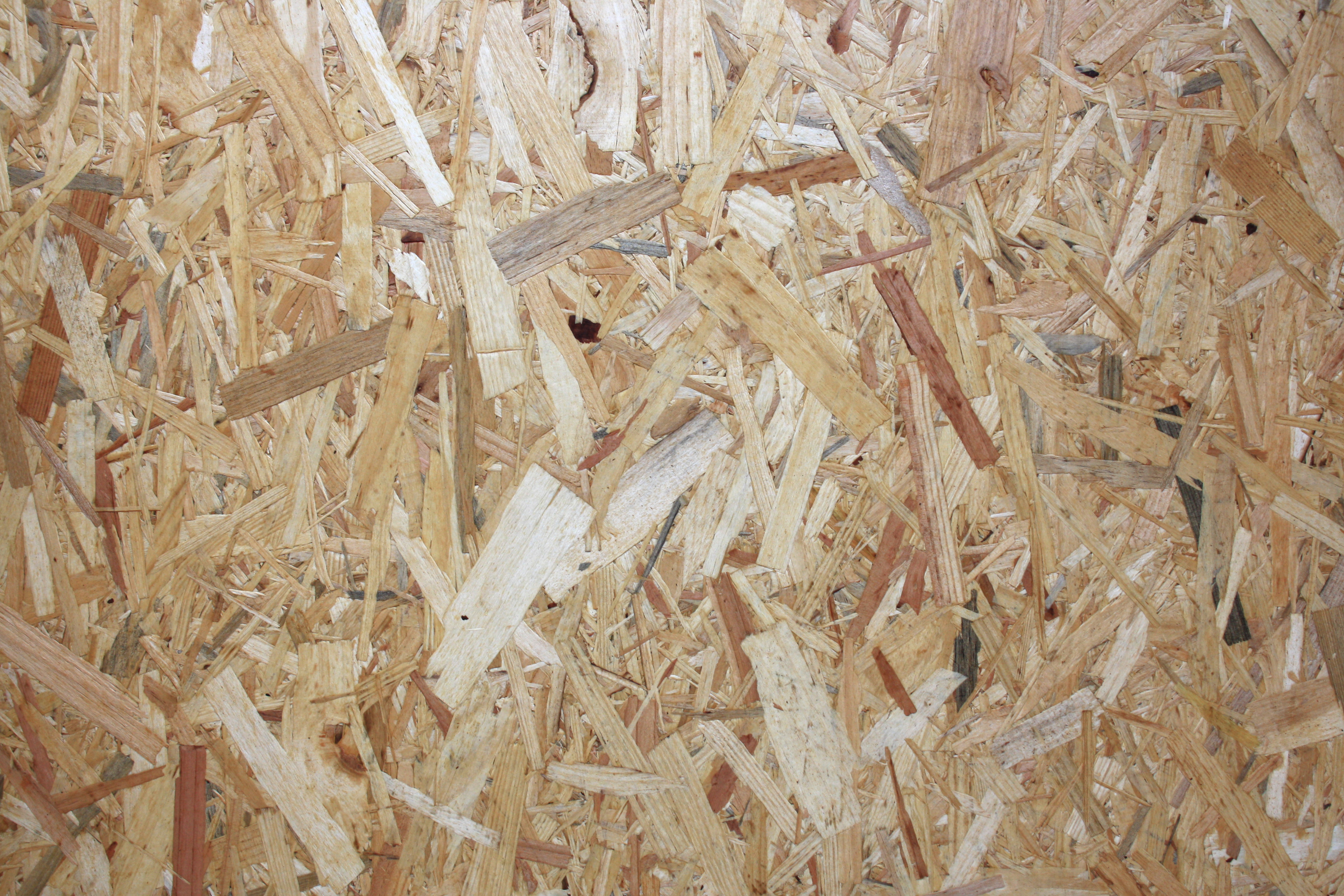
panneau à lamelles orientées (OSB)

Les panneaux à lamelles orientées (OSB) ou panneau de grandes particules orientées ou panneau à copeaux orientés ou panneau structural orienté (en anglais, OSB pour Oriented Strand Board) est constitué de lamelles de bois tranchées à partir de résineux.

### Panneaux de particule

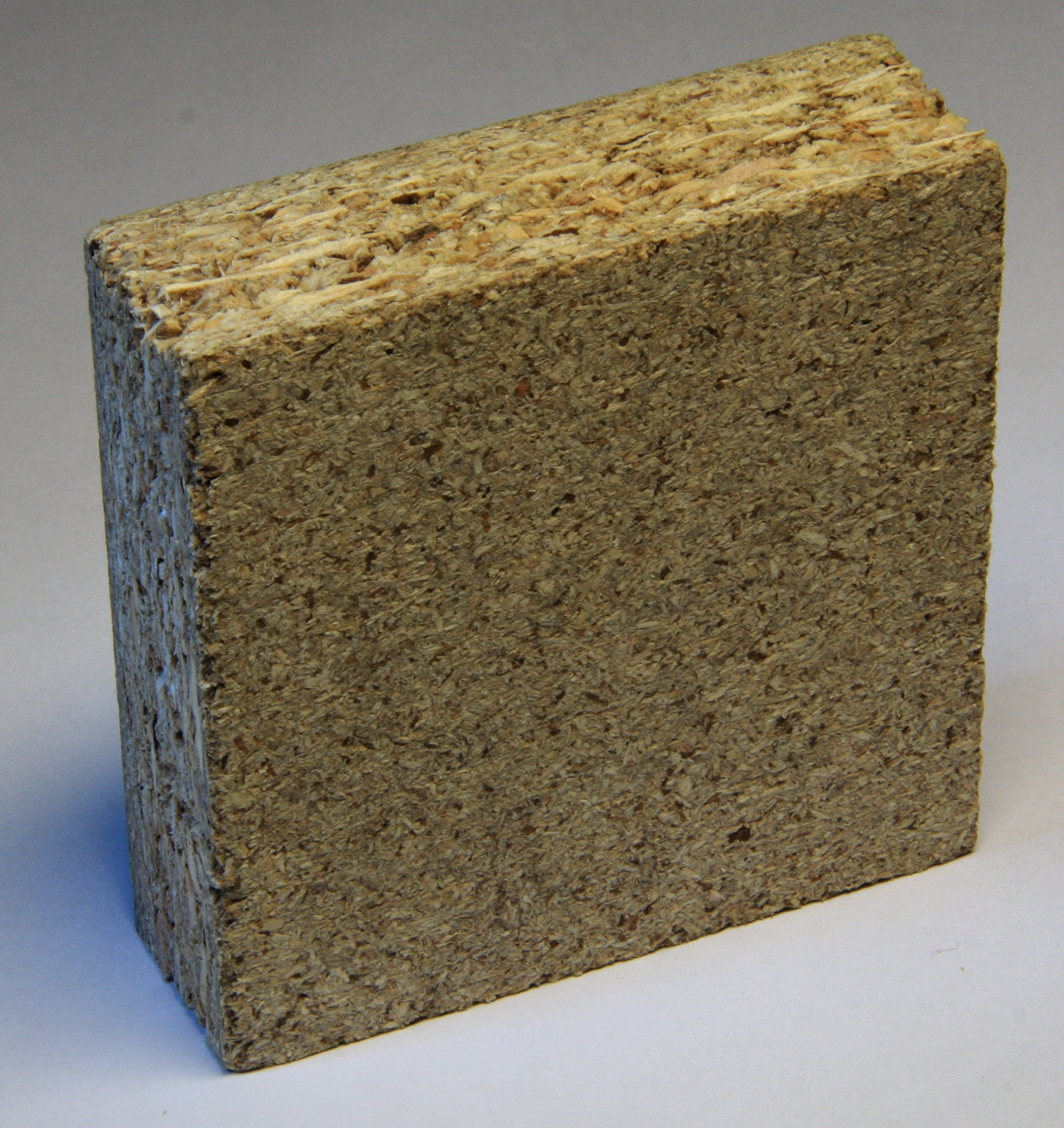
Panneau de particule

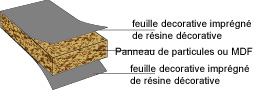
Panneau de particules agglomérées (dit "Agglo")

Les panneaux de particule ou panneau d'aggloméré sont constitués de copeaux, sciures, farine de bois et déchets de scierie

### Panneaux de fibres

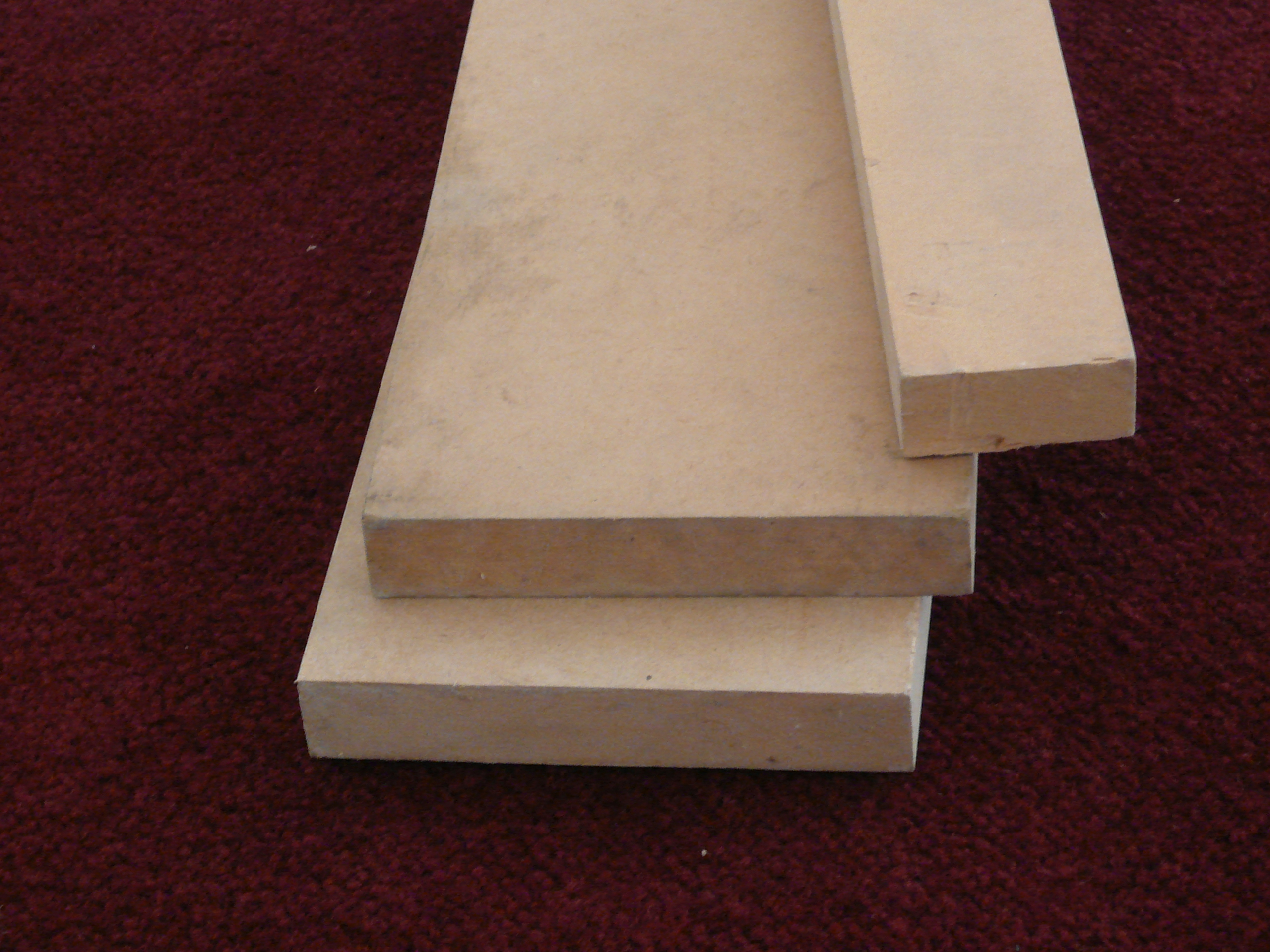
Panneau de fibres à densité moyenne

Les panneaux sont réalisés à partir de restes de scierie.
- Panneau de fibres tendre
- Panneau de fibres à densité moyenne ou médium (en anglais, MDF pour Medium Density Fiberboard) ;
- Panneau de fibres à haute densité ou panneau dur (en anglais, HDF pour High Density Fiberboard) ;

### Revêtements
Selon leur revêtement, les panneaux dérivés du bois peuvent être par exemple plaqués, stratifiés ou mélaminés.

## Panneaux composites
Les panneaux sont constitués de fibres et de résines d'origines diverses.